# Großsteingrab Höwisch
Das Großsteingrab Höwisch war eine megalithische Grabanlage der jungsteinzeitlichen Tiefstichkeramikkultur bei Höwisch, einem Ortsteil der Gemeinde Arendsee (Altmark) im Altmarkkreis Salzwedel, Sachsen-Anhalt. Das Grab wurde vermutlich im 18. oder frühen 19. Jahrhundert zerstört.

## Lage
Das Grab befand sich außerhalb von Höwisch auf der zugehörigen Feldmark.

## Forschungsgeschichte
Erstmals dokumentiert wurde die Anlage 1720 durch Johann Georg Keyßler. Bei der ersten vollständigen Aufnahme aller Großsteingräber der Altmark durch Johann Friedrich Danneil in den 1830er Jahren fand es keine Erwähnung. Vermutlich war es bereits damals zerstört. Auch Eduard Krause und Otto Schoetensack konnten bei einer erneuten Aufnahme der altmärkischen Großsteingräber in den 1890er Jahren keine Reste mehr feststellen und mussten sich auf die Angaben Keyslers berufen.

## Beschreibung
Das Grab besaß eine Hügelschüttung, die von einer rechteckigen steinernen Umfassung begrenzt war. Diese bestand um 1720 noch aus 44 Steinen und hatte eine Länge von 118 Schritt (etwa 88,5 m) sowie eine Breite von 12 Schritt (etwa 9 m). Die Anlage war damit deutlich größer als die größten noch erhaltenen Gräber der Altmark, etwa das Großsteingrab Drebenstedt (43,8 m), das Großsteingrab Leetze 6 (37,5 m) oder das Großsteingrab Lüdelsen 6 (35,1 m). Etwa in der Mitte der Hügelschüttung lag die Grabkammer. Nach Keysler besaß sie sechs Wandsteine und drei Decksteine; es handelte sich vermutlich um einen Großdolmen.